# Pedro Larrea
Pedro Sebastián Larrea Arellano (Loja, 21 de maio de 1986) é um futebolista equatoriano que atua como volante. Atualmente, joga no Libertad de Loja.

## Carreira
Larrea foi formado nas categorias de base da LDU, clube no qual estreou profissionalmente aos 17 anos em 2004, em um jogo contra o Barcelona SC, no Estádio Monumental, em Guayaquil. Seu primeiro gol como profissional foi em 2009, contra o Emelec, no Estádio George Capwell, na partida que terminou empatada em 1 a 1.
Após longa passagem por LDU de Quito e LDU da Loja, no qual saiu no inicio de 2016 pela justiça, Larrea acertou com El Nacional, também do Equador.

## Títulos
LDU Quito
- Campeonato Equatoriano: 2003 e 2007
- Torneo Apertura: 2005
- Copa Libertadores da América: 2008
- Recopa Sul-Americana: 2009
- Copa Sul-Americana: 2009